# Conte de ma vie

Conte de ma vie (Mit Livs Eventyr) est l'avant-dernier des six romans écrits par Hans Christian Andersen. Il a été publié en 1855. Ce roman est une autobiographie.
Il a partiellement été traduit en français en 1930 par Cécilie Lund et Jules Bernard, avec une préface de Jean Cassou.

## Préface
La préface de Jean Cassou prévient le lecteur du caractère partiel de la traduction qui lui est présenté : «Le conte de ma vie étant une autobiographie très abondante (700 pages de texte danois) dans laquelle une quantité de détails seraient sans intérêt pour le lecteur français, nous avons conservé dans la présente traduction tout ce qui évoque la sensibilité et l'inspiration du poète, tout ce qui peut éclairer et rapprocher de nous l'homme et l’œuvre».